# César Volpé
César Volpé (en russe : Цезарь Самойлович Вольпе ; Tbilissi, 1904 - environs de Leningrad, 1941) est un spécialiste de la littérature russe et un critique littéraire russe.

## Biographie
César Volpé est diplômé de l'Université d'État de Bakou, où il suit les cours du poète symboliste Viatcheslav Ivanov.
En 1929, Volpé devient le rédacteur en chef de la célèbre revue Étoile (ru).
Toujours en 1929, il épouse la fille de Korneï Tchoukovski : Lydia Tchoukovskaïa. De cette union, naît en 1931 leur fille Elena (ru). Mais le couple se sépare dès 1933.
Cette même année 1933, Volpé prend le risque de publier dans le numéro 5 de sa revue, le Voyage en Arménie d'Ossip Mandelstam, ce qui lui vaut de perdre son poste.
Volpé est un grand connaisseur de la poésie classique russe (celle de la première moitié du XIXe siècle), et de la littérature contemporaine. Il est notamment considéré comme l'un des meilleurs spécialistes de l’œuvre de Joukovski : on lui confie ainsi l'édition dans la collection « Bibliothèque du poète (ru) », collection célèbre par sa grande qualité du travail d'édition et des commentaires, à la fois du volume de la « petite série » destiné au grand public : « Joukovski » (n°12, 1936) et surtout de l'édition de référence (« grande série ») en deux tomes (1939/1940). Il a aussi donné des éditions remarquées des œuvres de Kozlov (coll. « Bibliothèque du poète », n°22, 1936), et de ses contemporains Zochtchenko, Brioussov (1935) et Biély (coll. « Bibliothèque du poète », n°57, 1940).
Il est aussi le co-auteur (avec O. Nemerovskaïa) d'un livre sur Alexander Blok : Судьба Блока / Le destin de Blok (1930).
Il meurt en 1941 lors de l'évacuation de Leningrad assiégée, sur la Route de la vie près du lac Ladoga.

## Publications
- (ru) О. Немеровская et Ц. Вольпе, Судьба Блока : по документам, воспоминаниям, письмам, заметкам, дневникам, статьям и другим материалам, Изд-во писателей,‎ 1930, 277 p.
  - ré-édition : (ru) О. Немеровская et Ц. Вольпе, Судьба Блока : Воспоминания, письма, дневники…, Moskva/Москва, Аграф, coll. « Литературная мастерская »,‎ 1999, 280 p. (ISBN 5-7784-0061-6)
- (ru) Жуковский, Василий Андреевич : Стихотворения. Вступительная статья, редакция и примечания Ц. Вольпе., coll. « Библиотека поэта » (no 12),‎ 1936, 236 p..
- (ru) И. Козлов, А. Подолинский. Стихотворения. Статьи, редакция и примечания Ц.Вольпе и Е.Купреяновой, coll. « Библиотека поэта » (no 22),‎ 1936, 260 p.
- (ru) Андрей Белый : Стихотворения. Вступит. статья, редакция и примечания Цезаря Вольпе, художник В. Двораковский, coll. « Библиотека поэта » (no 57),‎ 1940, 238 p.